# Pitkäsaari (ö i Finland, Mellersta Finland, Joutsa, lat 61,75, long 25,60)
Pitkäsaari är en ö i Finland. Den ligger i sjön Päijänne och i kommunen Luhango i den ekonomiska regionen  Joutsa ekonomiska region  och landskapet Mellersta Finland, i den södra delen av landet, 180 km norr om huvudstaden Helsingfors. Öns area är 3,7 hektar och dess största längd är 460 meter i sydväst-nordöstlig riktning.